# Роджерсон, Логан
Логан Типене Роджерсон (англ. Logan Tipene Rogerson; 28 мая 1998, Гамильтон, Новая Зеландия) — новозеландский футболист, атакующий полузащитник клуба «Хаку» и сборной Новой Зеландии.

## Клубная карьера
Роджерсон — воспитанник клуба «СК Уондерерс». 12 ноября 2014 года в матче против «Окленд Сити» в чемпионате Новой Зеландии. Летом 2015 года Логан перешёл в «Веллингтон Феникс». 8 октября 2016 года в матче против «Мельбурн Сити» он дебютировал в A-лиге. 25 марта 2018 года в поединке против «Брисбен Роар» Роджерсон забил свой первый гол за «Веллингтон Феникс».

## Международная карьера
В 2015 году в составе юношеской сборной Новой Зеландии Роджерсон выиграл юношеский чемпионат Океании. На турнире он сыграл в матчах против команд Фиджи, Самоа, Новой Каледонии, Островов Кука, Вануату и Таити. Логан отличился почти во всех поединках, забив 11 мячей.
12 ноября 2015 года в товарищеском матче против сборной Омана Роджерсон дебютировал за сборную Новой Зеландии.
В 2015 году Роджерсон принял участие в юношеском чемпионате мира в Чили. На турнире он сыграл в матчах против команд Франции, Сирии, Парагвая и Бразилии.
В 2016 году Роджерсон стал победителем Кубка наций ОФК в Папуа—Новой Гвинеи. На турнире он был запасным и на поле не вышел.
В 2017 году Роджерсон в составе молодёжной сборной Новой Зеландии принял участие в молодёжном чемпионате мира в Южной Корее. На турнире он сыграл в матчах против команд Вьетнама, Гондураса, Франции и США.

## Достижения
Международные
 Новая Зеландия
- Кубок наций ОФК — 2016